# Medetera educata
Medetera educata är en tvåvingeart som beskrevs av Negrobov 1979. Medetera educata ingår i släktet Medetera och familjen styltflugor. Inga underarter finns listade i Catalogue of Life.